# 中村弘行
中村 弘行（なかむら ひろゆき、1952年 - ）は、日本の教育哲学者、寒天研究者。
元小田原短期大学教授。専攻は教育哲学。

## 来歴
三重県生まれ。1974年 東京教育大学教育学部教育学科卒業。1976年 東京教育大学大学院教育学研究科修士課程修了(教育学修士)。1982年 筑波大学大学院教育学研究科博士課程単位取得満期退学。
1983年 小田原女子短期大学非常勤講師。1984年 小田原女子短期大学家政学科専任講師、バレー部顧問・監督。2006年 食物栄養学科に改称(入学定員60名)、食物栄養学科教授に。2011年 食物栄養学科長就任。
2015年 寒天研究開始、おだたん人間成長講座開講。2017年 創立60周年、定年退職、特任教授就任。2020年 短期大学70周年記念・文部科学大臣表彰状受章。2022年 特任教授退職。

## 著書
◆教育学関係著書
- 『学校教育の基盤』(共著)協同出版 1992年
- 『教育学・私の方法』愛生社 2001年
- 『カフェ気分で小論文』三恵社 2001年
- 『教職論』(共著)培風館 2010年
- 『人物で学ぶ教育原理』三恵社 2010年
- 『食育のための教育原理』三恵社 2010年
- 『文鉄への道』三恵社 2015年
- 『改訂版 文鉄への道』三恵社 2017年

◆寒天研究著書
- 『樺太の赤ひげ香曽我部穎良 継承されるその魂』発行人 千葉ゆつき 印刷・製本 杜陵印刷 2020年
- 『宗谷海峡を越えて』(電子書籍)2020年
- 『寒天 (ものと人間の文化史 190) 』法政大学出版局 2023年